# Z-Games
Z-Games — спортивно-музичний фестиваль. У 2010-2013 роках проводився у кримському Казантипі, з 2015 року — в селищі Затока поблизу Одеси.

## Історія
Вперше фестиваль був проведений у 2010 році у кримському Казантипі. У 2014 році у зв’язку з окупацією Криму, фестиваль не проводився. Із 2015 року проходить в Одеській області.

### 2016
У 2016 році фестиваль проходив із четверга 4 по неділю 7 серпня на березі Чорного моря біля Одеси. Під час фестивалю зіпсувалася погода і сцена завалилася, кілька чоловік було поранено, крім того, загинув один з відвідувачів, у якого влучила блискавка.